# Немчинова, Мария Юрьевна
Мария Юрьевна Немчинова (30 июля 1998) — российская спортсменка, выступающая в синхронном плавании.

## Карьера
С плаванием познакомилась в Специализированной детско-юношеской школе олимпийского резерва по водным видам спорта «Экран» (Санкт-Петербург) .
Первый тренер - Грищенко Н. В.
В настоящее время тренируется в московском клубе «Юность Москвы». Тренер - Данченко Т.Е.
Чемпионка мира среди юниоров 2014 г. в группе и комбинации.
На первых Европейских играх первенствовала в группе и в комбинации.